# フランシス・ウォルシンガム
サー・フランシス・ウォルシンガム （英語: Sir Francis Walsingham, PC、1532年頃 - 1590年4月6日）は、イングランドの政治家。
テューダー朝最後の女王エリザベス1世に重臣として仕えた。秘密警察長官・スパイマスター的立場にあり、国内外に情報網・監視網を張り巡らせ、反エリザベス陰謀の摘発にあたった。駐フランス大使（在職：1570年 - 1573年）や国王秘書長官（在職：1573年 - 1590年）などの官職を歴任。

## 経歴

### 生い立ち
ノーフォーク州の旧家出身の法律家ウィリアム・ウォルシンガムの息子としてケント州チズルハーストに生まれた。
ケンブリッジ大学キングズ・カレッジで学ぶが、学位は得なかった。その後、ロンドンのグレイズ・イン法学院に入学。
敬虔なプロテスタントであったため、強硬カトリックのメアリー1世が即位するとバーゼル大学など国外の大学へ逃れて法学の勉強を続ける。

### 政界入り
エリザベス1世即位後の1558年に帰国。エリザベス女王の国王秘書長官ウィリアム・セシルの支援を受けてバンベリー選挙区選出の庶民院議員となる（1563年から1567年にかけてはライム・レジス選挙区、1574年から1590年までサリー選挙区から選出される）。
1570年、リドルフィ事件の解決に尽力した（当時イングランドで軟禁されていたスコットランド女王メアリー・ステュアートやノーフォーク公トマス・ハワードらカトリックが、エリザベス暗殺を企んだ陰謀）。この事件の頃からセシルの命令でウォルシンガムのもとに情報組織が作られるようになった。

### 駐仏大使
1570年に駐フランス大使となる。ユグノー支援やフランスとの同盟を求めてシャルル9世との交渉にあたり、1572年4月19日のブロワ条約締結に尽力した。これはイングランドかフランスのどちらかが外国から攻撃された場合、他方は援助するという軍事同盟であり、実質的にはスペインを仮想敵国としたものだった。
しかし1572年8月、ユグノーのアンリ（後のアンリ4世）と王妹マルグリットの結婚を機にフランス各地でカトリックによるユグノー虐殺が吹き荒れた（サン・バルテルミの虐殺）。この虐殺で反スペイン派・親イングランド派の大物ユグノー貴族ガスパール・ド・コリニーも殺害されたことはイングランドにとって打撃だった（ただこの時期にはイングランドも明確に反スペイン路線に踏み切っているわけではなかった）。

### 国王秘書長官
外交官として能力を発揮したウォルシンガムを側近に使うことを決めた女王は、彼に帰国命令を出した。1573年4月に帰国したウォルシンガムは、枢密顧問官に列するとともにサー・トマス・スミスと共同で国王秘書長官に就任した。主に外交問題を担当した。
また議会においてもこれまで議会運営を主導してきたセシルがバーリー男爵に叙せられて貴族院に移籍したのに伴い、ウォルシンガムらが議会運営の主導権を握るようになった。当時の政府と議会は基本的に協力関係だったが、1580年代になると特許権に関する問題などでしばしば激しい政府批判が行われるようになり、議会対策には苦労させられた。

#### 諜報・秘密警察業務

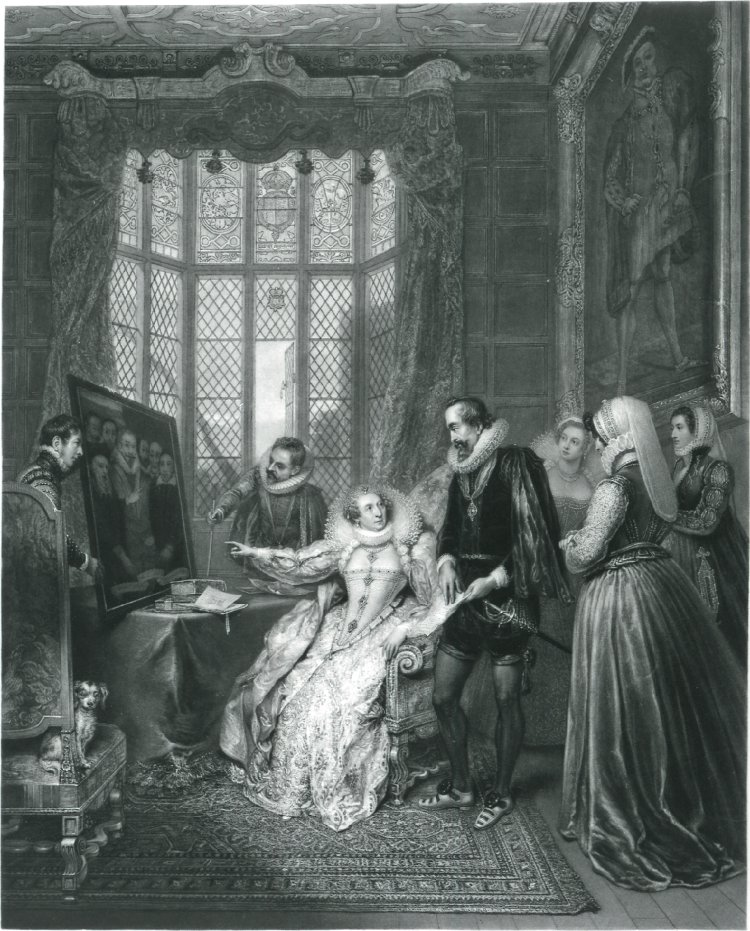
バビントン事件に際してのエリザベス女王とウォルシンガムを描いた絵画（ジョン・チャールズ・ブロンリー画）

エリザベス女王は1570年にローマ教皇ピウス5世に破門され、以降イエズス会士などカトリック宣教師がイングランドに潜入してきて反エリザベス謀議を行うようになった。先のリドルフィ陰謀事件もカトリックによって起こされた事件であった。1580年代になると教皇は一層反エリザベス姿勢を強め、エリザベスを暗殺した者には祝福を与えるとまで宣言し、カトリックのエリザベス暗殺謀議も一層増加した。
これに対抗してウォルシンガムは国内外に情報網・監視網を張り巡らせ、秘密警察業務にあたった。多くの反エリザベス陰謀がウォルシンガムの組織によって摘発された。彼の秘密諜報活動の予算は増額され続け、ヨーロッパの主要都市ほぼ全てにウォルシンガムのスパイが放たれた。こうした大規模諜報活動のおかげでエリザベスは20回以上も暗殺計画から助かっている。
1583年にはスロックモートン事件を摘発した。これはローマ教皇グレゴリウス13世とフランスのギーズ公アンリ1世の間で練られた反エリザベス陰謀計画（エリザベス暗殺、スペインのイングランド侵攻、メアリーのイングランド女王擁立）であった。ウォルシンガムはメアリーの手紙を入手して事前にこの動きを察知し、計画の関係者であるフランシス・スロックモートンがイングランドへ帰国するとともに彼を逮捕して拷問にかけイングランド国内の陰謀加担者を自白させた後に裁判にかけて処刑した。そしてスロックモートンの自白に基づき、駐英スペイン大使ベルナルディノ・デ・メンドーサも陰謀関係者として国外退去処分にした（以降エリザベス朝を通じてスペイン大使は置かれなかった）。
スペイン王フェリペ2世がいよいよイングランド侵攻を計画するようになった1586年にはバビントン事件を摘発した。これは大陸旅行中に反エリザベス陰謀に加わったアンソニー・バビントンがイングランドに帰国した後、パリで立案されている反エリザベス陰謀についてメアリーに手紙で報告した際、メアリーがエリザベス暗殺を歓迎する返事を出した事件である。ウィルシンガムはメアリー周辺に忍び込ませているスパイからこの手紙のやり取りの報告を受けており、メアリーが反逆的な手紙を出すまで待ってから、1586年8月から9月にかけてバビントンをはじめとする関係者を一斉に摘発して裁判にかけて死刑に処した。さらにメアリーも逮捕して裁判の末に1587年2月8日に死刑に処した。典型的な「泳がせ捜査」であった。
バビントン事件ではフランシス・ベーコンがウォルシンガムの下で諜報活動に尽力、ウォルシンガムが属していたレスター伯ロバート・ダドリーの派閥に入っていたベーコンはイングランド国内のカトリックの動向の探索、容疑者の尋問準備と尋問の報告書作成に取り組んだ。ウォルシンガムもベーコンに目をかけ、たびたび彼の庶民院議員選出を後押ししている（1586年・1589年）。

#### 対スペイン主戦派として

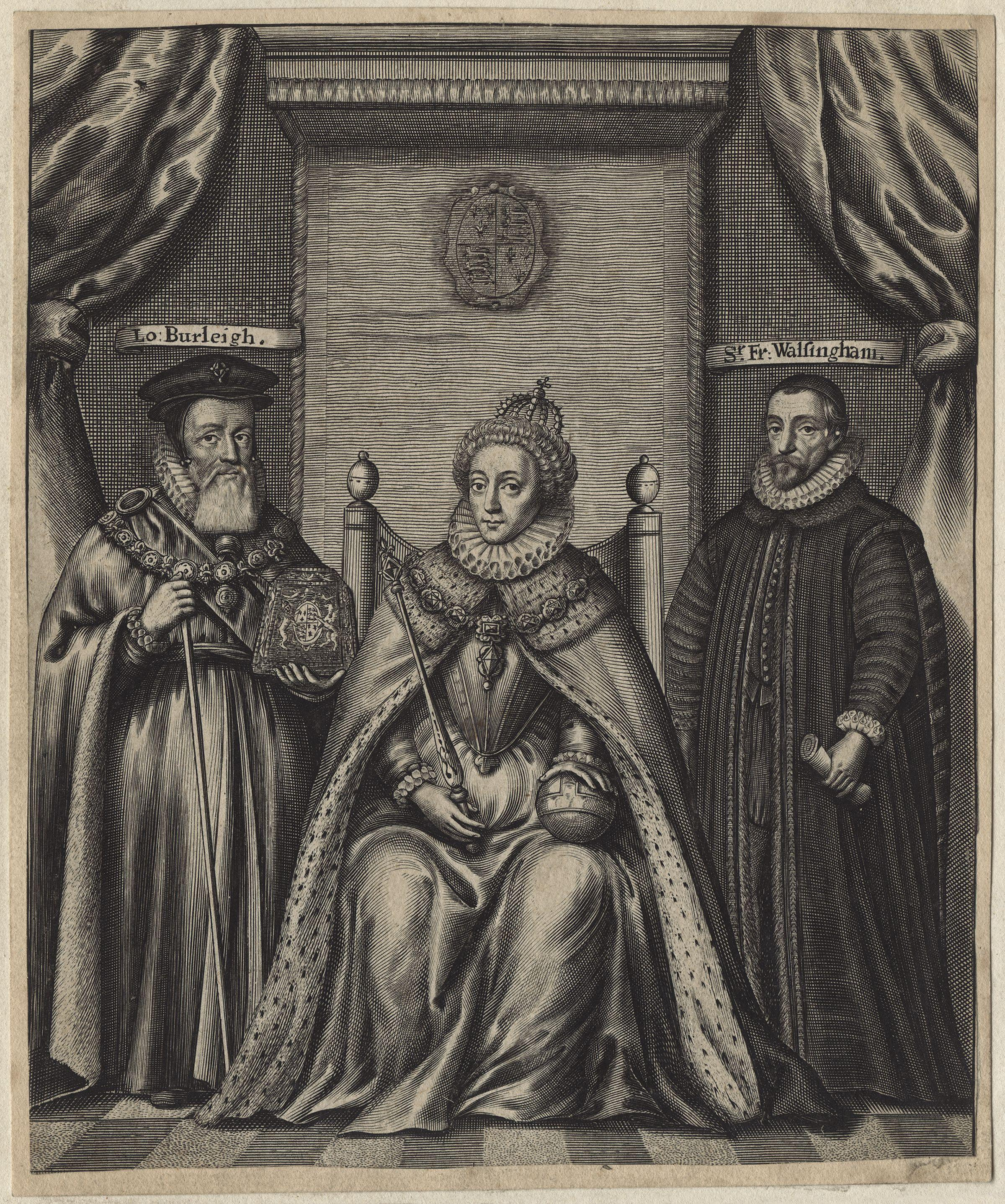
左からバーリー男爵ウィリアム・セシル、エリザベス女王、ウォルシンガム（ウィリアム・フェイソーン画）

宮廷内ではウィリアム・セシルがスペインとの開戦に慎重だったのに対し、ウォルシンガムや女王の寵臣レスター伯は対スペイン主戦派だった（ただしレスター伯とセシルが敵対関係だったのに対し、セシルとウォルシンガムは戦争についての意見が食い違いながらも敵対関係ではなく、むしろウォルシンガムはセシルの補完者のような存在であり続けた）。
ウォルシンガムは1570年代から私掠船船長フランシス・ドレークらによるスペイン船に対する非合法的な海賊活動を後援していた。また1577年のドレークの世界周航についてもセシルが慎重だったのに対してウォルシンガムは強く支援した。
アルマダの海戦前夜の1587年3月から1588年6月にかけてはスペインの軍事情報収集に全力を尽くし、スペインの動きを逐一把握することに努めた。1587年4月にはスペイン南部に相当の数の戦艦と兵器が集められているとの情報を掴み、その情報に基づいてエリザベスはドレークにスペインの港カディスを先制攻撃させている。
1587年にはランカスター公領大臣に就任した。

### 死去
1590年4月6日に死去した。ロンドンのオールド・セント・ポール大聖堂に葬られた。
国王秘書長官職は当分空席となり、その職務は大蔵卿バーリー卿ウィリアム・セシルが代行することになった（1596年よりバーリー卿の息子ロバート・セシルが就任）。ウォルシンガムに雇われていたスパイの多くはエセックス伯ロバート・デヴァルーに雇われるようになった。またベーコンは兄のアンソニー・ベーコンと共にウォルシンガムが残した諜報ネットワークを再建、エセックス伯は彼等を加えてバーリー卿の派閥に対抗していった。

## 人物
ウォルシンガムの諜報活動・秘密警察活動のおかげでエリザベス女王はスペイン王フェリペ2世やローマ教皇、イエズス会などカトリックが策動し続けたエリザベス暗殺計画から逃れることができた。彼の諜報組織には巨額の予算が投じられていたが、それについて彼は「情報にはいくら金をかけても高すぎるということはない」と述べていた。
ウォルシンガムはカトリック的反動に反発するピューリタン的熱意を強く持っていた。エリザベス女王をプロテスタント諸国の盟主とし、カトリック諸国（スペイン、フランス、ポルトガル、神聖ローマ帝国、教皇）に対抗する勢力に育て上げることを夢見ていた。エリザベスはウォルシンガムの強いプロテスタント思想を好んでおらず、ウォルシンガムのことを「偏狭なピューリタンめ」と吐き捨てることもあったが、ウォルシンガムの慧眼には常に一目置いていたという。
しかしエリザベスがウォルシンガムに友情を感じることは最後までなかった。ウォルシンガムは私財を諜報活動に注ぎ込み、義理の息子の借金を引き受けたため、家計難の状態にあったが、エリザベスが彼に経済援助してくれることは最後までなかった。ウォルシンガムの家計難に同情したウィリアム・セシルは、ウォルシンガムが集めた証拠で大逆罪の有罪判決を受けた者の没収財産の一部をウォルシンガムにあげるべきとエリザベスに上奏したが、エリザベスはそれを許可しなかった。そのような女王の態度を聞いてウォルシンガムは「心ない扱い」と嘆いたという。
エリザベスは、小男で色の浅黒いウォルシンガムを「エチオピア人」あるいは「ムーア人」と呼んでいた。衣服も黒い服を好んで着用したので、政敵からは悪魔のように思われていたという。

## 栄典
- 1577年、ナイト[1]

## 家族

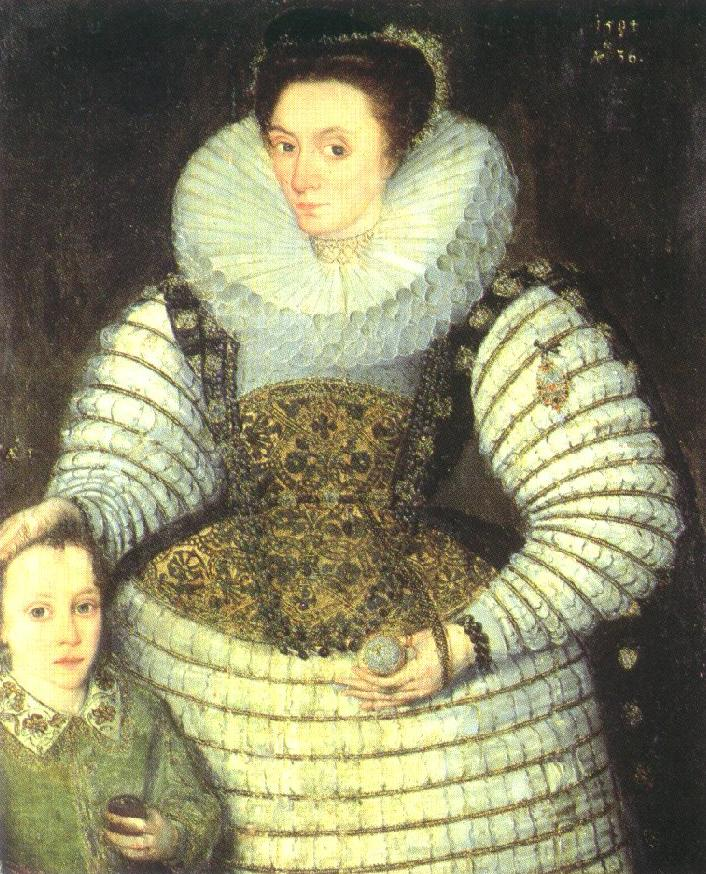
一人娘のフランセスと孫のロバート・デヴァルー（後の第3代エセックス伯）

ロンドン市長ジョージ・バーンの娘アンと最初の結婚をしたが、彼女との間に子供は無かった。その後ヘンリー・セント・ベーベの娘ウルスラと再婚し、彼女との間に一人娘のフランセスを儲けた。
フランセスは1583年にフィリップ・シドニーと最初の結婚をしたが、まもなく死別した。1587年に女王の寵臣の第2代エセックス伯ロバート・デヴァルーと再婚したが、エセックス伯は1601年に処刑されたため、再び死別。同年、第4代クランリカード伯爵リチャード・バークと3度目の結婚をするに至った。
彼女は最初の夫のフィリップ・シドニーとの間に長女・エリザベス、2番目の夫の第2代エセックス伯との間に長男・第3代エセックス伯ロバート・デヴァルー、3番目の夫の第4代クランリカード伯爵との間に次男・初代クランリカード侯爵ウリック・バークを儲けている。

## ウォルシンガムを演じた人物
- 1998年のイギリス映画『エリザベス』ではジェフリー・ラッシュが演じた[37]。
- 2005年のイギリス・ドラマ『エリザベス1世 〜愛と陰謀の王宮〜』ではパトリック・マラハイドが演じた[38]。